# Crisis de Chipre de 1967
La Crisis de 1967 fue una intensificación del Conflicto de Chipre con incidencia en las relaciones entre Grecia y Turquía por el enfrentamiento sucedido el 15 noviembre de ese año en Kofiou y Agios Theodoros. Durante el mismo, la Guardia Nacional grecochipriota intentó neutralizar una posición de bloqueo de los turcochipriotas con el resultado en 25 muertos.
Los hechos en las dos aldeas condujeron a una amenaza real de invasión de Turquía a la isla de Chipre para proteger a su comunidad.

## Antecedentes
En el marco del conflicto intercomunal que eclosionó en Chipre luego de la denominada Navidad Sangrienta de diciembre de 1963, que enfrentó a la mayoría grecochipriota (80%) con la minoría turcochipriota y provocó el envío a inicios de 1964 de la Fuerza de las Naciones Unidas para el Mantenimiento de la Paz en Chipre (UNFICYP), se constituyeron una serie de enclaves a lo largo de toda la isla.
Tales enclaves, poblados por la minoría turcochipriota (18%) con el objeto de defender la integridad física de sus miembros, fueron generados en lugares donde existía mayoría de esa etnia reforzados con desplazamientos de poblaciones desde lugares donde eran más vulnerables.
El grupo mayoritario, ocupaba el gobierno central de la isla y estaba liderado por el prudente Makarios. La minoría, había sido expulsada, de hecho, del gobierno bicomunal que nació con la independencia de 1960 y colapsó en 1963.

### Tensiones luego del Enfrentamiento de Kokkina.
Las ofensiva grecochipriota sobre el Enclave de Kokkina y el bombardeo de la Fuerza Aérea Turca en los alrededores no detuvo los incidentes intercomunales y la búsqueda de la Enosis. Dentro de los principales hechos motorizados por el gobierno de Chipre (ya a cargo de los grecochipriotas), que buscaba el colapso económico de los turcochipriotas, se pueden enumerar:
- Mantenimiento del bloqueo sobre el enclave de Kokkina.
- Prohibición de importación por parte del gobierno central de importación de materiales estratégicos a los enclaves turcochipriotas hasta marzo de 1968.[2]
- Rodeo de los enclaves con fortificaciones militares y bloqueos de ruta.
- Imposición de una taza de 20% a los granos vendidos por los turcochipriotas.
- Suspensión de pago de seguros sociales a los turcochipriotas desde diciembre de 1963.
- Interrupción de servicio postal entre ambas comunidades hasta octubre de 1966.

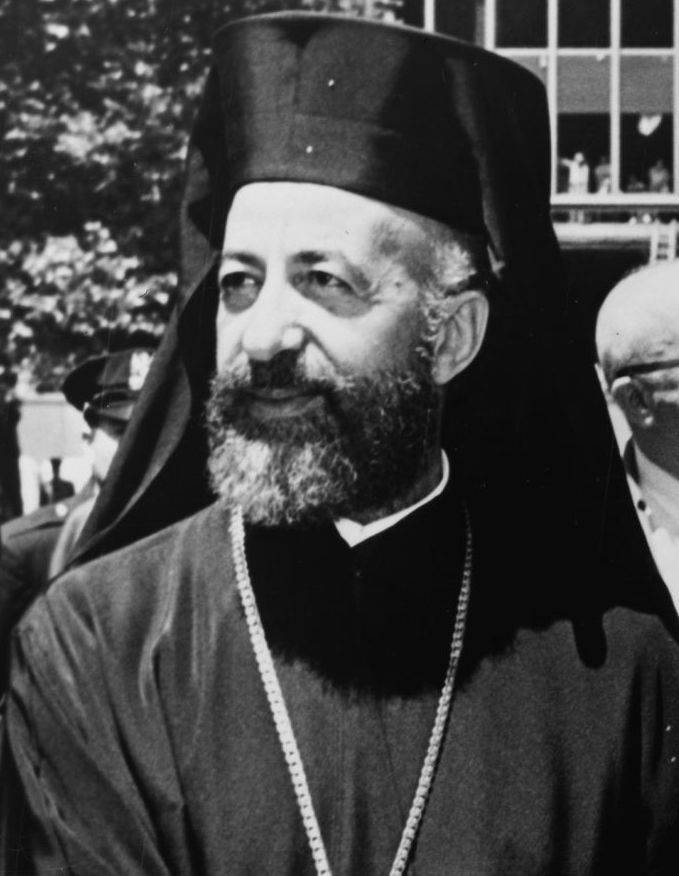
Makarios III

La posición del presidente Makarios de enfrentar económicamente a los turcochipriotas era contraria a la del comandante de la Guardia Nacional y a cargo de las fuerzas griegas en la isla, Geórgios Grívas que tenía una postura de hacerlo por la fuerza. Por ello, la Guardia Nacional (fuerza militar creada en junio de 1964 que se referenciaba con la comunidad grecochipriota) comenzó a actuar autónomamente creando gran cantidad de incidentes intercomunales violentos.
En 1967, Grivas contaba con la Guardia Nacional (10 000 miembros), la fuerza griega autorizada por el Tratado de la Alianza de 1960 (ELDYK) y una fuerza de unos 20 000 griegos ingresados ilegalmente. Frente a ellos, se encontraba la fuerza turca autorizada por el mismo tratado (650 miembros) y los miembros del Türk Mukavemet Teşkilatı (TMT) (5000) liderado por oficiales turcos.
El 21 de abril, un grupo de coroneles tomó el poder en Grecia. Estos asumieron una política pro-Enosis y anticomunista, provocaron un deterioro de las relaciones con Makarios al que consideraban de izquierda y mantuvieron el apoyo a Grivas, quien gozaba de gran popularidad en ese país.

### Enclave Kofinou - Agios Theodoros

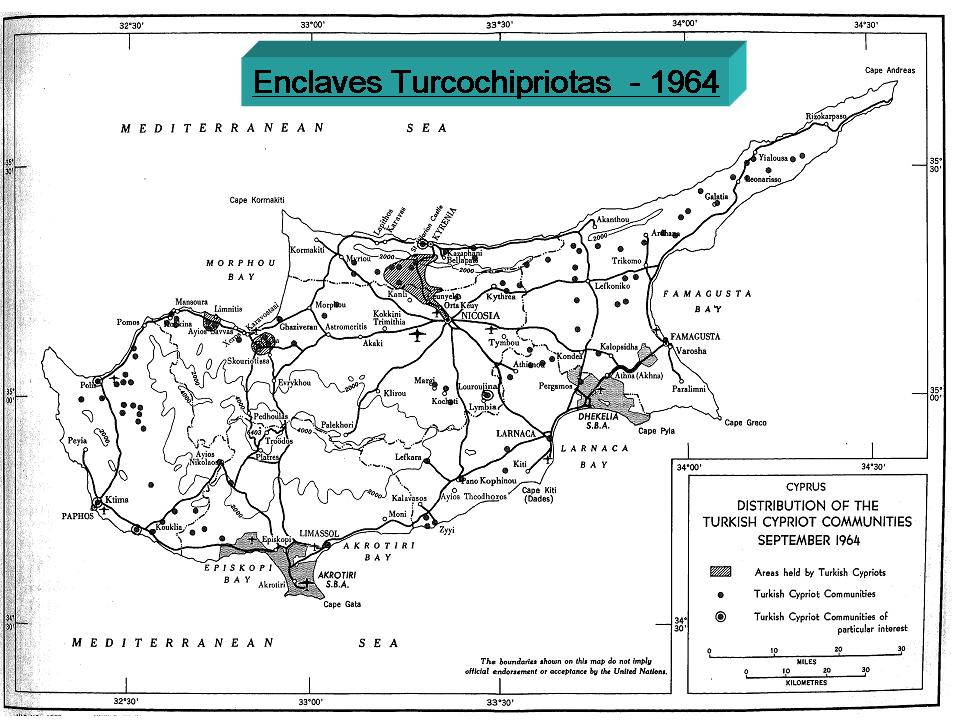
Enclaves turcochipriotas

Uno de los tantos enclaves turcochipriotas era el de  Kofinou – Agios Theodoros, ubicado a 46 km al sur de Nicosia y a 25 km al sudoeste de Lárnaca, en un área boscosa y serrana. 
Establecido en diciembre de 1963, el enclave implicó el desplazamiento de los grecochipriotas que vivían en el lugar, su militarización y la construcción de distintas obras defensivas. Su ubicación era clave, controlaba el cruce de las rutas Nicosia - Limassol y Larnaca - Limassol, antes que esos caminos fueran reemplazados por la actual autopista que dejó a la intersección desplazada.
- Agios Theodoros (o Agios Teodoros) es una aldea ubicada unos 3 km al sur de Kofinou sobre un camino hacia la costa. En 1960, año de la independencia de Chipre, su población era mixta ya que estaba constituida por 685 turcochipriotas y 525 grecochipriotas.[3]
- Kofinou (o Kophinou o Pano Kophinou) es una localidad emplazada en la intersección de las dos rutas arriba mencionadas. En el año 1960 contaba con 728 habitantes, de los cuales 710 eran turcochipriotas.[4]Si bien habían ocurrido varios incidentes, algunos de ellos graves, en Kofinou y sus alrededores durante 1964 y la primera mitad de 1965, reinó una relativa tranquilidad en la zona desde julio de 1965 hasta fines de 1966,. La libertad de circulación a lo largo de ambas carreteras nunca había sido seriamente amenazada.[5]
- A 4 km al oeste de Kofinou, sobre la ruta a Limassol, estaba Skarinou, de mayoría grecochipriota.

La zona se encontraba bajo responsabilidad del contingente sueco de UNFICYP, a cargo de la zona operacional de Famagusta. Esta fuerza de paz, desplegada en marzo de 1964, tenía por misión evitar el enfrentamiento lucha intercomunal en Chipre y alcanzar una paz duradera. En diciembre de 1967 había en el Kofinou sección de infantería sueca y en Agios Theodoros una estación policial de UNPOL.
El 15 de mayo de 1967, con la intención de descomprimir al contingente sueco por sus responsabilidades en Famagusta, la zona pasó bajo responsabilidad de la zona operacional de Limassol de UNFICYP a cargo de los británicos. En junio de 1967 había en Kofinou una compañía de infantería y una sección de vehículos blindados y en Agios Theodoros la ya mencionada estación policial de UNPOL.

## Incremento de las tensiones y asunto de la comisaría de Kofinou
En 1965, en Kofinou, en donde la población turcochipriota aumentó en 1964 debido a la llegada de refugiados de las aldeas circundantes, comenzó su militarización lo que levantó la preocupación del gobierno de Chipre por su proximidad sobre las rutas de Limassol a Larnaca y de Limassol a Nicosia, generando el reclamo ante UNFICYP.
Desde marzo de ese año, las tropas de las Naciones Unidas que intentaron ingresar al campamento de entrenamiento allí existente encontraron obstáculos y amenazas. A pesar de las enérgicas protestas realizadas, la libertad de movimiento de la Fuerza siguió siendo afectada en forma intermitente.

### Bloqueos de ruta
A partir de noviembre de 1966, se fue dejando de lado la relativa calma del lugar. En diciembre, en tres ocasiones, combatientes turcochipriotas pusieron trabas a la libertad de circulación por las rutas. Dos de los incidentes afectaron a la Policía Chipriota, y el tercero a un vehículo de la Guardia Nacional. En cada uno de estos casos se exigió la entrega de combustible, con el pretexto de que las autoridades de Lárnaca habían suspendido los abastecimientos normales de este combustible.
En enero de 1967, los turcochipriotas reemplazaron algunas señales camineras en Kofinou que indicaban la transcripción en inglés de los nombres griegos de lugares por otras escritas en turco. Como resultado de las negociaciones de UNFICYP, las regresaron a su estado original. Simultáneamente, se desarrolló un aumento de combatientes uniformados y armados a lo largo de las rutas y en sus proximidades.
El 25 y 26 de enero, dos ómnibus grecochipriotas fueron detenidos y demorados alegando represalias a hechos sucedidos en Famagusta. Después de haber intervenido UNFICYP, fueron dejados continuar sus viajes. Sin embargo, el general griego Geórgios Grivas, comandante de la Guardia Nacional de Chipre, ordenó que una unidad, compuesta de efectivos equivalentes a un batallón y apoyada por vehículos blindados, que se dirigiera inmediatamente a Kofinou. Esta fuerza se estableció en la zona de Skarinou y permaneció allí. UNFICYP reforzó sus propios efectivos en la zona e interpuso varios puestos de observación y patrullas entre la Guardia Nacional y las posiciones de los combatientes turcochipriotas. Las demandas de la fuerza de Naciones Unidas para el repliegue de tropas fueron infructuosas.
Cuando el 28 de febrero se reforzó la unidad de la Guardia Nacional en el sector, los combatientes turcochipriotas avanzaron hacia la cercana Agios Theodoros, donde también maltrataron a oficiales de UNFICYP, hechos que se prolongaron en el tiempo. Concretamente, el 28 los combatientes turcochipriotas avanzaron y establecieron nuevas posiciones a unos 400 metros al norte de sus posiciones originales, alrededor de Agios Theodoros, ostensiblemente para proteger la libertad de circulación de sus pastores, la que en algunos casos había sido restringida por la Guardia Nacional. El comandante local de la UNFICYP protestó con firmeza por este avance pero los turcochipriotas se negaron a retroceder, por lo que la Guardia Nacional se instaló frente a ellos y UNFICYP se vio obligado a interponerse entre ambos a fin de evitar posibles choques. La situación también se deterioró en los distritos de Pafos y Lefka.

### Incidentes en la base de UNFICP en Kofinou

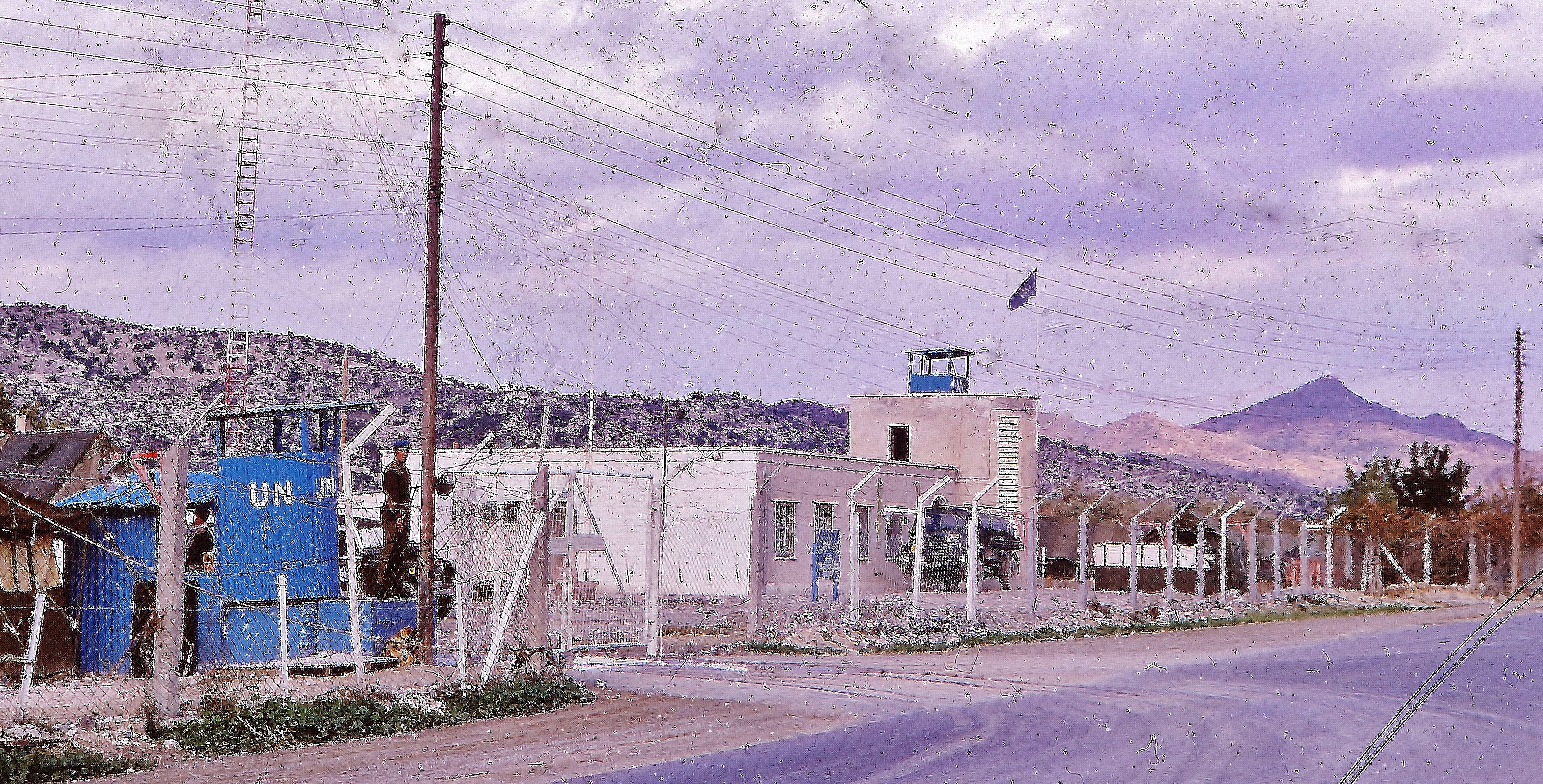
(Año 1969). Entrada al campo de las Naciones Unidas en Kofinou, custodiado por soldados del 3.er Batallón del Royal Anglian Regiment. KofinouKofinou se encuentra en la intersección de las rutas B1 y B5, aproximadamente a mitad de camino entre Limassol y Larnaca.

Los hechos de principio de 1967 año motivaron el refuerzo de las tropas de UNFICYP del lugar con elementos tomados de los contingentes sueco y británico. Eso requirió mayor espacio de alojamiento en la comisaría de Kofinou, ubicada sobre la ruta principal de Nicosia - Limasol, y del terreno circundante. El lugar era, hasta entonces, compartido con pobladores, elementos de policía y combatientes turcochipriotas motivando que algunas familias se mudaran. La presencia de combatientes en uniforme en un recinto ocupado, siquiera parcialmente, por tropas de las Naciones Unidas evidentemente era inadmisible, y se pidió al jefe local de los combatientes turcochipriotas que quienes ingresaran al recinto vistieran de civil y no portaran armas.
Inicialmente, esta condición fue aceptada y durante una semana, aproximadamente, no se vieron combatientes uniformados ni armados dentro del recinto, aunque seguía observándose una actividad considerable de combatientes en la ruta y sus alrededores. UNFICYP consideró que esta situación podría causar incidentes con la Guardia Nacional y en consecuencia hizo un nuevo pedido para que los combatientes se mantuvieran alejados de la ruta.
El 1 de marzo de 1967, personal de UNFICYP que visitó las posiciones objeto de controversia en Agios Theodoros fueron maltratados y obligados a retirarse del lugar. Al día siguiente, un grupo de combatientes turcochipriotas intentaron penetrar por la fuerza en el terreno de la comisaría de Kofinou pero fueron impedidos por soldados de la UNFICYP. Luego lo hicieron por otros puntos hacia la zona de viviendas reservadas para las familias, retirándose en algunos minutos. Durante la semana siguiente hicieron nuevos intentos para ingresar.
El 11 de marzo, combatientes turcochipriotas armados con mangos de zapapicos y machetes ingresaron a la comisaría de Kofinou derribando el cerco con un camión. A ello lo siguió una refriega de cuarenta minutos con personal de las Naciones Unidas, varios fueron heridos y dos ellos debieron ser hospitalizados. En la noche se produjo una amenaza al campo. Esa tarde, un puesto caminero de las Naciones Unidas fue atacado por combatientes turcochipriotas quienes lo redujeron temporeramente, sustrayendo material.
Todo ello evidenció que no era posible la ocupación de la comisaría en forma compartida por lo que se pidió a los elementos de la Policía de Chipre que desocuparan el lugar. Así lo hicieron, acompañados de sus familias, a las 23.30 horas del 11 de marzo’. Sin embargo, se mantuvo la presencia de la Guarida Nacional, agregando un motivo de inestabilidad.

### Consideraciones hechas por UNFICYP
Las tropas de Naciones Unidas evaluaron que los hechos en el distrito de Lárnaca se debían a procedimientos de los jefes turcochipriotas locales que no seguían a su cadena de comando y a la presencia en el lugar de los elementos de la Guardia Nacional enviados por Grivas en enero.

## Enfrentamientos

### Fuerzas intervinientes en los incidentes
La Guardia Nacional tuvo su presencia en el lugar desde enero de 1967, cuando el general Geórgios Grívas desplegó un batallón en la zona de Kofinou. A fin de febrero, la unidad fue reforzada.
De acuerdo al representante turco ante el Consejo de Seguridad de las Naciones Unidas, participó del ataque una fuerza conjunta griega y grecochipriota de aproximadamente 3.000 hombres, apoyada por unas tres docenas de vehículos blindados y armas pesadas y artillería bajo el mando directo del general Grivas. Defendían la localidad un centenar de turcochipriotas.

### Sucesión de eventos
Existía una oposición de Chipre a la reanudación de las patrullas de su policía en la aldea mixta de Agios Theodoros por el acceso desde la ruta Nicosia - Limassol por el puente desde Skarinou. Esta ruta ingresa a la aldea desde el norte, pasando por el barrio turcochipriota. Las patrullas se habían realizado por allí, regularmente, desde el comienzo de la emergencia en 1963-1964 pero después de algunos incidentes con disparos el 20, 21, 29 y 30 de julio de 1967, la Policía de Chipre (étnicamente griega) decidió, por iniciativa propia, abstenerse de utilizar el mencionado camino hasta que se restableciera la calma y se redujera la tensión. En su lugar, la policía entraría en la aldea desde el sur (donde se encuentra el barrio grecochipriota) e informaría a UNFICYP con antelación sobre dichas patrullas de modo que la fuerza de paz pudiera observar su avance pacífico.
La Policía de Chipre reinició sus patrullas regulares desde el norte el 7 de septiembre. Ese día, recorrió la principal vía de acceso y entró a Agios Theodoros sin incidentes, pero los combatientes turcochipriotas locales no le permitieron regresar por la misma ruta.
El 16 de septiembre, el Gobierno de Chipre decidió enviar otra patrulla policial a la aldea por el norte y pidió a UNPICYP que la escoltara. La patrulla llegó a la aldea sin incidentes graves, aunque los combatientes turcochipriotas se negaron nuevamente a permitirle regresar por esa vía y sólo después de que los combatientes amenazaran y maltrataran a la escolta de UNFICYP, la milicia cedió a las instrucciones de sus líderes en Nicosia y permitió que la patrulla y su escolta pasaran. El Representante Especial había sugerido al Gobierno su no realización.
En una reunión celebrada el 13 de noviembre con la presencia del Presidente de la República, el arzobispo Makarios, el general Grivas y el ministro del Interior, el Gobierno de Chipre expresó al Representante Especial del Secretario General de las Naciones Unidas José Rolz-Bennet y al Comandante de UNFICYP su profunda preocupación por la demora en que se reanudaran las patrullas de la Policía de Chipre en Agios Theodoros. El Representante Especial y el Comandante de la Fuerza recomendaron enérgicamente que se aplazara la reanudación de las patrullas a fin de disponer de más tiempo para llegar a una solución aceptable.
A pesar de ello, el Gobierno chipriota decidió seguir adelante con la reanudación de las patrullas policiales y envió dos a Agios Theodoros en la tarde del 14 de noviembre. A las 1315, el comandante local de la Guardia Nacional informó al jefe local de UNFICYP que dos patrullas de la Policía de Chipre recorrerían Ayios Theodoros, una por el camino principal y otra desde el sur. Éste pidió protección y que, en caso de que UNFICYP no la proporcionara, lo haría la Guardia Nacional. Simultáneamente, Naciones Unidas observó importantes movimientos de tal fuerza en proximidades. Consecuentemente, dado el breve aviso, de no haber recibido la orden desde los canales formales y los movimientos observados, el jefe de UNFICIYP en el lugar apreció que no estaban dadas las condiciones para prestar un apoyo que sería una demostración de fuerza contra el bando turcochipriota.
A las 13.30 horas del 14 de noviembre, las dos patrullas de la Policía de Chipre se dirigieron sin incidentes a Agios Theodoros, donde poco después visitó el general Georgios Grivas, Comandante de las fuerzas armadas de Chipre. 
El 15 de noviembre de 1967, Grivas puso en marcha la denominada "Operación Gronthos"A las 10.00 horas, otra patrulla, escoltada por la Guardia Nacional, se dirigió a la aldea sin dificultad. De hecho, los turcochipriotas retiraron un tractor que bloqueaba la entrada de Agios Theodoros sin ninguna coacción por parte de la policía o la Guardia Nacional.
A las 13.40 horas del 15 de noviembre, el comandante de la Guardia Nacional local informó al Comandante de la UNFICYP en Kofinou que la Policía de Chipre volvería a patrullar Agios Theodoros a las 14.00 horas desde ambas direcciones (desde Skarinou y desde el sector grecochipriota de la aldea) y que la composición sería la misma que por la mañana. Un poco más tarde, cuando la patrulla de Skrinou llegó a la entrada de la aldea, encontró un tractor y un arado atravesados en el camino. Aproximadamente a las 14.00 horas llegó al lugar la patrulla del sector grecochipriota. Esta era mucho más numerosa que la de la mañana e incluía una sección de infantería. Cuando llegó al obstáculo, los soldados se bajaron, retiraron el bloqueo y se desplegaron en las proximidades del cruce de rutas en el extremo norte de la aldea. Casi inmediatamente, se inició el fuego automático por parte de los turcochipriotas. La Guardia Nacional y la Policía de Chipre repelieron el fuego inmediatamente, el que se extendió a toda la aldea con artillería, morteros y cañones de los vehículos blindados. El efectivo aproximado de una compañía inició el avance terrestre. Simultáneamente, se comenzó el avance contra las posiciones turcochipriotas en Kofinou (a unos 3km), lugar en que no había habido incidentes.
Hacia el atardecer, el fuego intenso cesó en Agios Theodoros, cuando las posiciones turcochipriotas habían sido tomadas y la Guardia Nacional controlaba el lugar. En Kofinou, la lucha duró hasta las 2030 aproximadamente, cuando también fue controlada por las fuerzas del gobierno.

### Consecuencias militares inmediatas en la isla
Cuando UNFICYP entró a Kofinou y Agios Theodoros, a las 10.00 horas del 16 de noviembre, encontró diecisiete muertos no identificados y siete heridos. Tales cifras no fueron definitivas. Posteriormente, UNFICYP informó veinticuatro muertos, incluidos dos grecochipriotas y nueve heridos turcochipriotas que fueron evacuados por esa fuerza al hospital turcochipriota de Nicosia.
Los conteos posteriores señalan la muerte de 24 turcochipriotas y otros nueve heridos, mientras que las pérdidas de la Guardia Nacional fueron un muerto y dos heridos.
Durante los incidentes, la tropa de UNFICYP también fue afectada por la Guardia Nacional en forma directa aunque sin heridos:
- Ocupación de posiciones junto o próximo a puestos de observación atrayendo el fuego sobre ellos y poniendo en peligro a su personal.
- Los puestos de observación, edificios y tiendas de campaña fueron alcanzados por los disparos.
- Fuego de morteros destruyó la cocina de un puesto de observación.
- Fuego de mortero y de artillería cayeron muy cerca del cuartel del distrito de la Fuerza situado en Kofinou.
- Daños deliberados en equipo de comunicaciones.
- Desarme violento de los soldados de un puesto.

### Consideraciones señaladas por Naciones Unidas
El informe del Secretario General de las Naciones Unidas con respecto a las operaciones chipriotas dice:
"La magnitud de la operación de Agios Theodoros y la velocidad con que se llevó a cabo indican claramente que la Guardia Nacional había planeado de antemano llevar a cabo esta operación en caso de que los turcochipriotas manifestaran alguna oposición. La realización de varias patrullas a intervalos cortos no era habitual y sin duda fue un factor importante en los acontecimientos que siguieron".

## Gestiones diplomáticas y alto al fuego
Desde el comienzo del intercambio de disparos, UNFICYP intentó de lograr un alto el fuego y mantuvo permanente contactos con el Gobierno de Chipre a todos los niveles, con los dirigentes turcochipriotas y con la Embajada de Turquía en Nicosía. Al respecto:
- El Gobierno de Chipre respondió que se estaba estudiando el asunto dilatando sus respuestas.
- Los dirigentes turcochipriotas hicieron saber antes de las 1800 horas que los combatientes de ese grupo estaban dispuestos a lograr un alto el fuego.
- Para el gobierno turco, los combates fueron el resultado de un ataque planeado y premeditado por el general Grivas utilizando armas pesadas y vehículos blindados. El embajador turco en Nicosía declaró que, a menos que UNFICYP se interpusiera entre las facciones hostiles y pusiera fin al ataque, existía el riesgo de que estallaran hostilidades en toda la isla. [11]

A las 1840 horas del 15 de noviembre, mientras se desarrollaban los combates, el Gobierno Turco manifestó al Representante Especial del Secretario General de Naciones Unidas en Chipre, José Rolz-Bennet:
"El ataque lanzado contra la zona de Agios Theodoros ha introducido un nuevo elemento de complicación como no se había visto desde 1964. Tal acción, cuando todavía había una posibilidad de alcanzar una solución negociada del problema de Agios Theodoros (mediante el patrullaje de la Policía de Chipre), constituye una provocación flagrante por parte del Gobierno de Chipre. Se solicita a UNFICYP que ponga fin a los combates inmediatamente y despeje las zonas turcochipriotas de Agios Theodoros y Kofinou de fuerzas armadas tanto grecochipriotas como griegas. Si esto no se puede hacer, será inevitable una crisis que traspasará las fronteras de la isla. Por lo tanto, solicitamos la acción inmediata de la UNFICYP."
El mensaje fue transmitido inmediatamente al ministro de Asuntos Exteriores de Chipre. A las 21.45 horas, este informó al representante especial que se había ordenado un alto el fuego con efecto inmediato. Este alto el fuego, aunque en general fue efectivo, no fue completo y hasta bien entrada la noche del 15 de noviembre y a primera hora de la mañana del 16 de noviembre continuaron los disparos esporádicos.
El mismo 15 de noviembre, ante los informes de movilización de tropas en la frontera turco/griega, el Secretario General de las Naciones Unidas hizo un urgente llamado a la paz a los líderes de los tres países involucrados, enviando a su Representante Especial, José Rolz-Bennet, a las capitales.
A las 03.00 horas del 16 de noviembre, el Representante Especial se enteró de que se habían dado órdenes al Comandante de las fuerzas de la Guardia Nacional en Chipre, general Grivas, de que todas esas fuerzas debían retirarse de todas las zonas ocupadas durante los combates antes del amanecer, de modo que la situación se restableciera a la que había sido antes de las 14.00 horas del 15 de noviembre.
A las 16.15 horas del 16 de noviembre, la Guardia Nacional desarrolló una patrulla entre Skarinou a Agios Theodoros por la ruta del acceso principal. Tal acción fue considerado por el Gobierno turco, el mismo día, como una clara provocación que podría tener graves consecuencias.
Más allá de la patrulla, la acción militar cesó. La Guardia Nacional se retiró a las posiciones que ocupaba antes de que comenzaran los incidentes y los pobladores turcochipriotas regresaron a sus hogares.
El 17, se realizaron sin incidentes dos patrullas de la Policía de Chipre entre Skariaou y Agios Theodoros. El 18 se hicieron otras dos de Agios Theodoros a Kofinou. Todas bajo recomendación de UNFICYP de no realizarlas.
El 18 de noviembre, Grivas, hasta entonces a cargo de la Guardia Nacional y de la División Griega en Chipre, fue llamado por las autoridades del Gobierno Militar de Atenas en un intento de disminuir las tensiones de la crisis griego - turca. Ese mismo día, aviones turcos sobrevolaron, por lo menos en cuatro ocasiones, el cielo chipriotas. Asimismo, cuatro grecochipriotas fueron heridos por disparos a través de la Green Line en Nicosia.
UNFICYP comunicó que en la mañana del 19 de noviembre se habían realizado vuelos de aviones no ldentíficados. A las 15.49 horas del mismo 19, fueron identificados dos aviones turcos F-104 a poca altura sobre el Cuartel General de UNFICYP en Nicosla.

## Riesgo de Confrontación entre Grecia y Turquía. Consecuencias políticas
Ante la situación que se vivía en la isla, Turquía envió un ultimátum el 17 de noviembre de 1967 directamente a la Junta Militar de Grecia, dejando de la lado a Makarios. El mismo requería:
- Remover a Grivas.
- Las tropas griegas que excedían el Tratado de la Alianza debían ser retiradas.
- Los grecochipriotas debían ser desarmados.
- Las víscitmas de los ataques a Kofinou y Agios Theodoros debían ser compensados por el gobierno de Chipre.
- Las restricciones económicas a los turcochipriotas debían ser levantadas.
- Se debían dar garantías que los enclaves turcochipriotas no serían asaltados.

Ese mismo 17, el Parlamento Turco autorizó al gobierno a "ir a la guerra con Grecia, si era necesario, si la situación en Chipre se deteriorara aún más". Turquía desplazó tropas a las fronteras, se desplegaron baterías antiaéreas y se concentraron tropas en el puerto de IskendrerunAl día siguiente, la Fuerza Aérea Turca realizó, por lo menos, cuatro sobrevuelos a la isla.
Grecia rechazó el ultimátum turco el día 22. 
Frente al peligro de guerra entre Turquía y Grecia, el Secretario General de las Naciones Unidas hizo un llamamiento el 22 de noviembre a evitar el conflicto al Presidente de Chipre y a los Primeros Ministros de las otras dos naciones. Simultáneamente, el presidente estadounidense Lyndon Johnson nombró a Cyrus Vance como mediador en la disputa el 22 de noviembre de 1967.
El 24, el secretario general reiteró el llamado ante el informe de su enviado especial en cuanto al peligro de una guerra inminente. Asimismo, llamó a los países a reducir las tropas extranjeras que no eran de Naciones Unidas y que excedían los acuerdos de 1960.
El Consejo de Seguridad se reunió el día 24 y aprobó por unanimidad una declaración de consenso llamando a las negociaciones pacíficas y pidió a todas las partes que ayudaran y cooperaran para mantener la paz.
El 3 de diciembre de 1967, el Secretario General dirigió un tercer llamamiento al Presidente de Chipre y a los Primeros Ministros de Grecia y Turquía, en el que pedía a Grecia y Turquía que llevaran a cabo una retirada expedita de sus fuerzas, en exceso de sus contingentes en Chipre.
En respuesta a los llamamientos del Secretario General y ante la mediación de Cyrus Vance, Grecia y Turquía acordaron el 1 de diciembre, en virtud del cual las tropas nacionales griegas se retirarían de Chipre entre el 8 de diciembre de 1967 y el 16 de enero de 1968. Vance convenció a los gobiernos de Turquía y Grecia en un acuerdo de compromiso de:
- Retiro de las tropas extranjeras de la Isla que excediera a lo permitido por el Tratado de la Alianza.
- Desmantelamiento de las preparaciones para la guerra de Turquía.
- Disolución de la Guardia Nacional.
- Compensación a las víctimas turcochipriotas.
- Expansión de tamaño y poderes de UNFICYP.
- Despido de Grivas (ya ocurrido en los hechos).

El acuerdo se llevó a cabo en su mayoría aunque Makarios no disolvió la Guardia Nacional ni fueron extendidos los poderes de UNFICYP, la que no pudo verificar el repliegue de las tropas griegas.En cuanto a la intervención de Grecia, el gobierno de Atenas ordenó el retiro de las fuerzas griegas que habían sido enviadas a la isla en 1964. La división griega inició su retirada de Chipre en diciembre de 1967, llevándose consigo su equipo pesado.
Al mismo tiempo, se ideó una fórmula para reuniones informales entre el Sr. Glafcos Clerides y el Sr. Rauf Denktash, en representación de las comunidades grecochipriota y turcochipriota, respectivamente. Después de una reunión inicial en Beirut (Líbano) el 2 de junio de 1968, se reunieron en Nicosia.
Asimismo, como consecuencia de los eventos y la situación en los enclaves, los líderes turcochipriotas crearon el 28 de diciembre de 1967, la Administración Provisional Turcochipriota. Conformada con los tres poderes, el ejecutivo pasó a estar a cargo del Vicepresidente de Chipre Fazıl Küçük y Rauf Denktaș como su segundo. De esta manera, la división de Chipre en dos estados étnicamente distintos y autogobernados pasó a a ser total. 
La situación de seguridad intercomunal en Chipre mejoró durante 1968. En enero de 1969, el presidente Makarios confirmó que tenía la intención de ampliar las medidas de normalización, incluida la libertad de circulación para los turcochipriotas, en toda la isla. El Secretario General sugirió que los dirigentes turcochipriotas respondieran permitiendo la libre circulación de los grecochipriotas a través de las zonas turcochipriotas, pero esto no fue aceptado.

## Restablecimiento de las normales condiciones en Agios Theodoros y Kofinou
La situación local posterior a los hechos violentos del 15 y 16 de noviembre mejoró rápidamente. El 23 de ese mes, comenzó el envío de material provisto por el gobierno y transportado por UNFICYP para la reparación de las viviendas.
Lo mismo sucedió con la situación militar. Aunque los combatientes turcochipriotas reocuparon sus posiciones en torno de las dos aldeas, redujeron sus actividades considerablemente. Asimisno, la Guardia Nacional disminuyó sus efectivos en la zona de Skarinou a aproximadamente una sección y suspendieron las patrullas policiales que iniciaron el enfrentamiento.
En la aldea turcochipriota de Kofinou, UNFICYP continuó ocupando el recinto policial. Por primera en más de un año, la fuerza de paz tuvo libertad de acceso a esa localidad en cualquier momento. En Agios Theodoros, dejó de haber obstáculos en la ruta a Skarinou. La postura turcochipriota hacia las tropas de Naciones Unidas también mejoró. La actitud pasiva e incluso hostil fue dejada de lado gracias a sus esfuerzos para restablecer las condiciones normales de vida.
Otras medidas del gobierno nacional para la mejora social contribuyeron al cambio de humor de la población, incluyendo el pago de indemnizaciones por los daños sucedidos. Las relaciones entre los griegos y turcochipriotas de Ayios Theodoros volvieron rápidamente a la normalidad. Estas siempre habían sido satisfactorias antes de los accionamientos de julio de 1967. UNFICYP reportó que a principios de enero de 1968, los pueblos de ambas comunidades de Ayios Theodhoros se estaban entremezclando tan activamente como antes y se reunían en los cafés o incluso intercambiaban regalos.

## Multimedia
«Cyprus: U.N. Special Envoy Meets Political leaders. Torus Island Trouble Spots (1967). (Chipre. Enviado Especial de las Naciones Unidas se encuentra con líderes políticos. Recorrida a los lugares de la isla problemáticos». British Pathe. 28 de noviembre de 1967.